# Acupalpus tener
Acupalpus tener är en skalbaggsart som beskrevs av Leconte 1857. Acupalpus tener ingår i släktet Acupalpus och familjen jordlöpare. Inga underarter finns listade i Catalogue of Life.